# Белл Банди, Лора
Ло́ра Э́шли Белл Ба́нди (англ. Laura Ashley Bell Bundy; род. 10 апреля 1981) — американская актриса и кантри-певица, достигшая известности после участия в бродвейских мюзиклах «Лак для волос», «Злая» и «Блондинка в законе», роль в последнем из которых принесла ей номинацию на премию «Тони». В 2010 году она выпустила свой первый альбом Achin and Shakin на лейбле Universal и заглавный сингл «Giddy On Up», имевший успех в чартах Billboard.

## Жизнь и карьера
Лора Эшли Белл Банди родилась в Юклиде (штат Огайо), а выросла в Лексингтоне (штат Кентукки) и дебютировала в местном театре в девятилетнем возрасте. В 1995 году она появилась в фильме «Джуманджи», а в 1999—2001 годах снималась в мыльной опере «Направляющий свет».
В 2002 году состоялся бродвейский дебют Лоры Белл Банди в мюзикле «Лак для волос». После ухода Кристин Ченовет Банди получила роль Глинды, главной героини мюзикла «Злая», в котором выступала до августа 2004 года. Её настоящим прорывом стала главная роль в мюзикле «Блондинка в законе» (2007—2008), которая принесла ей номинацию на премию «Тони» за лучшую женскую роль в мюзикле. Следом она появилась в мюзиклах «Звуки музыки» и «Цыганка», а также Лос-Анджелесском шоу «Рок веков» с Бетти Бакли.
Банди выпустила свой дебютный независимый альбом в 2007 году, однако её настоящий дебют в музыкальном бизнесе состоялся в 2010 году с выходом кантри-альбома Achin and Shakin на крупном лейбле. Параллельно она продолжила актёрскую карьеру исполняя роли в таких телесериалах как «Как я встретил вашу маму» в 2010 и «Зои Харт из южного штата» в 2012 годах.
В 2013—2014 годах Белл Банди снималась на регулярной основе в ситкоме FX «Управление гневом».
С 3 июня 2017 года Лора замужем за руководителем телеканала «TBS» Томом Хинклом, с которым она встречалась 6 лет до их свадьбы.

## Дискография

### Студийные альбомы
| Название                          | Детали                                                                                    | Пиковые позиции в чартах | Пиковые позиции в чартах | Пиковые позиции в чартах |
| Название                          | Детали                                                                                    | US Country               | US                       | NOR                      |
| --------------------------------- | ----------------------------------------------------------------------------------------- | ------------------------ | ------------------------ | ------------------------ |
| Longing for a Place Already Gone  | - Дата выпуска: 24 июля 2007 - Лейбл: The LAB Records - Форматы: CD, цифровая дистрибуция | —                        | —                        | —                        |
| Achin’ and Shakin'                | - Дата выпуска: April 13, 2010 - Лейбл: Mercury Nashville - Форматы: CD, music download   | 5                        | 28                       | 34                       |
| Another Piece of Me               | - Дата выпуска: TBA - Лейбл: Mercury Nashville - Форматы: CD, music download              | To be released           | To be released           | To be released           |
| «—» — релизы, не попавшие в чарты |                                                                                           |                          |                          |                          |

### Синглы
| Год                               | Сингл                   | Пиковые позиции в чартах | Пиковые позиции в чартах | Пиковые позиции в чартах | Альбом              |     |
| Год                               | Сингл                   | US Country               | US Bubbling              | US Dance                 | Альбом              |     |
| --------------------------------- | ----------------------- | ------------------------ | ------------------------ | ------------------------ | ------------------- | --- |
| 2010                              | «Giddy On Up»           | 31                       | 7                        | 43                       | Achin’ and Shakin’  |     |
| 2010                              | «Drop On By»            | 48                       | —                        | —                        | Achin’ and Shakin’  |     |
| 2012                              | «That’s What Angels Do» | —                        | —                        | —                        | Another Piece of Me |     |
| 2013                              | «Two Step»              | —                        | 59                       | —                        | —                   | TBD |
| «—» — релизы, не попавшие в чарты |                         |                          |                          |                          |                     |     |